# John Dennehy
John Dennehy (* 22. März 1940 in Cork) ist ein früherer irischer Politiker der Fianna Fáil. Von 1987 bis 1992 und von 1997 bis 2007 war er Teachta Dála (Abgeordneter) im Dáil Éireann, dem irischen Unterhaus.

## Biografie
Dennehy arbeitete als Schlosser bei dem halbstaatlichen Unternehmen Irish Steel in Haulbowline. 1974 wurde er in den Cork City Council gewählt. Den Sitz konnte er bis 2003 halten. Von 1983 bis 1984 war er Lord Mayor of Cork. Bei den Wahlen zum Dáil Éireann 1977 und bei Nachwahlen 1979 scheiterte er mit seiner Kandidatur im Wahlkreis Cork South-Central. Erst 1987 gelang es ihm dann, bei den Wahlen einen Sitz zu erringen, und zog in den Dáil ein. Er verlor den Sitz 1992 wieder, konnte ihn aber bei den Wahlen 1997 zurückerobern und auch 2002 verteidigen. Bei den Wahlen 2007 verlor er den Sitz jedoch und trat dann nicht mehr an.